# 佐藤イサク
佐藤 イサク（さとう いさく、1949年 - 2024年6月24日）は、日本の教育者、学習塾経営者。静岡県浜松市中央区出身。
1965年、父・佐藤英夫が静岡県浜松市の自宅でサトウ塾を開校した。1973年、その塾を受け継いだイサクが、佐鳴湖からとって佐鳴塾に名前を変えて新しく始めた。その後は佐鳴予備校の理事長となり、愛知県や静岡県、埼玉県を中心に予備校を展開していた。
2024年6月24日に病気のため死去した。75歳没。